# 팡지아수카르산

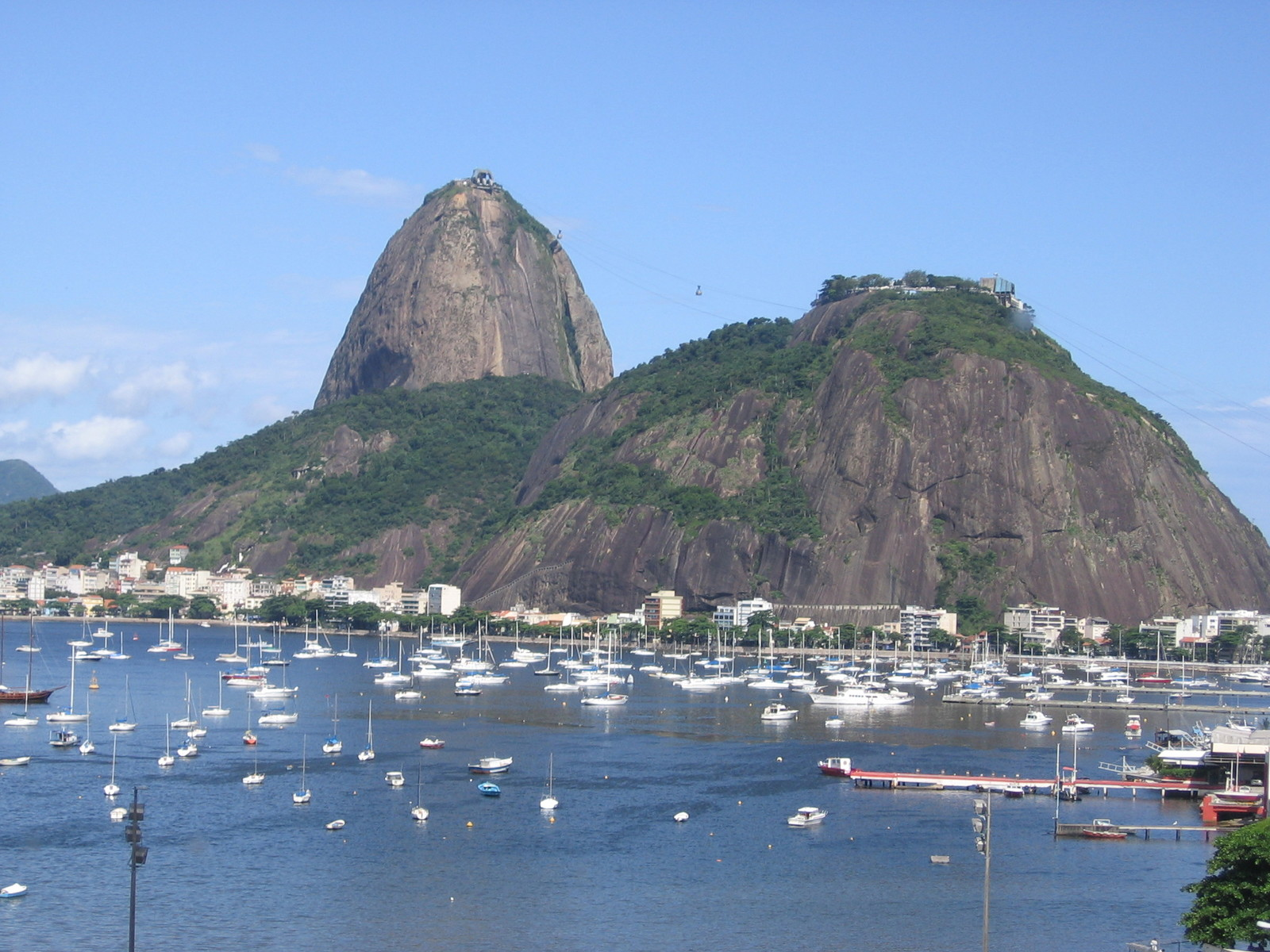
팡지아수카르 산

팡지아수카르산(포르투갈어: Pão de Açúcar 팡 지 아수카르[*])은 브라질 리우데자네이루 구아나바라 만 어귀에 돌출되어 있는 반도에 있는 바위산으로 높이는 396미터이다. 산 이름은 포르투갈어로 "설탕빵"을 뜻한다.
해면 위에 불쑥 떠올라 마치 바다에서 도시를 내려다보고 있는 듯한 팡 데 아스카르는 인디언어로 까끌가끌한 작은 섬이라는 뜻이다. 정상은 해발 390m. 영화 007 시리즈를 이곳에서 촬영했다.